# 1-Ethyl-3-methylimidazoliumdiethylphosphat
1-Ethyl-3-methylimidazoliumdiethylphosphat ist eine ionische Flüssigkeit (auch: ionic liquid oder Flüssigsalz), also ein Salz, dessen Schmelzpunkt unter 100 °C liegt.

## Darstellung
Die Darstellung von 1-Ethyl-3-methylimidazoliumdiethylphosphat kann durch eine Reaktion von 1-Methylimidazol mit Triethylphosphat erfolgen.

## Verwendung
1-Ethyl-3-methylimidazoliumdiethylphosphat wird zum Lösen und Abbau von Cellulose verwendet.